# Eva Abu Halaweh
Eva Abu Halaweh, en arabe : إيفا أبو حلاوة, née en 1975, est une avocate et une  militante des droits de l'homme en Jordanie : elle a cofondé et est l'actuelle directrice du Mizan Law Group for Human Rights. Elle consacre sa carrière à la défense des personnes vulnérables en Jordanie mais également aux femmes victimes de crimes d'honneur. Par ailleurs elle lutte pour éliminer la torture et les abus du système pénitentiaire et de la police dans son pays.
En 2011, Eva Abu Halaweh obtient du département d'État des États-Unis, le  prix international de la femme de courage,.

## Sources
- (en) Cet article est partiellement ou en totalité issu de l’article de Wikipédia en anglais intitulé « Eva Abu Halaweh » (voir la liste des auteurs).